# Dalechampia brevicolumna
Dalechampia brevicolumna är en törelväxtart som beskrevs av Armbr.. Dalechampia brevicolumna ingår i släktet Dalechampia och familjen törelväxter. Inga underarter finns listade i Catalogue of Life.